# レスキューポリスシリーズ
レスキューポリスシリーズは、1990年（平成2年）2月から1993年（平成5年）1月までテレビ朝日系列で毎週日曜8:00 - 8:30（JST）に放送された、東映制作の特撮ヒーローアクションドラマのシリーズ。

## 概要
本シリーズの作品は通常の特撮ヒーロー作品と違い「人を犯罪や災害から守る、あるいは救出するヒーロー」というコンセプトの元に制作されており、このためヒーローと敵対する側も従来のような大規模かつ明確な敵組織ではなく、民間の犯罪や災害などがそのポジションとして位置付けられており、従前のヒーロー番組とは一線を画したものとなっている。それに伴い作劇面でも、一般の刑事ドラマに近い現実的なストーリーが主体となっており、エピソードによっては戦闘より事件の捜査に割かれる割合が多い回も存在する。
また、それまで主に単体のヒーローとして描かれてきたメタルヒーローシリーズであるが、本シリーズでは全編を通して3人から4人編成のグループヒーローとして企画されており、以後のメタルヒーローにもこれが引き継がれている。元バンダイデザイナーの野中剛は、『ウインスペクター』では人間が1人であることから了承を得たが、全員が人間となった『エクシードラフト』では是非についての議論があったと証言している。
シリーズとして一まとめにされているが、当初より正式に世界観が連続したものとして制作されているのは『ウインスペクター』と『ソルブレイン』の2作品のみである。『エクシードラフト』も後付で世界観が連続した作品とされているが、当初は前2作とは異なる世界観が設定されていた。
時代設定についても『ウインスペクター』が1999年からスタートし以後1年ずつ経過しているのが最終的に矛盾がない設定ではある。しかし『ソルブレイン』では「新世紀まであと9年」というセリフ、『エクシードラフト』での1992年という初期設定が混在しており、正確な定義はされていない。
本シリーズの作品タイトルの英字表記には3作とも「Rescue（レスキュー）」の単語が使われている。このうち、『ウインスペクター』と『エクシードラフト』はタイトルロゴにも英字表記が記載されている。
放送開始は同年のスーパー戦隊シリーズよりも早かったが、デザインの決定はスーパー戦隊シリーズよりも後であった。『エクシードラフト』ではデザインが遅れたため、放送前の撮影会が児童誌の締め切りに間に合わずイラストのみの掲載となった。
本シリーズでは改造を要する自動車型メカの撮影用車輌が2台となった。『ソルブレイン』では発売したての新車が用いられた。
主題歌は宮内タカユキが歌唱を、鈴木キサブローが作曲を全作品で担当した。宮内は『ウインスペクター』ではオーディションであったが、その後は指名であったという。鈴木は作曲にあたっては宮内の声をイメージすることに迷いがなかったと語っている。

## テレビシリーズ
- 特警ウインスペクター
  - 1990年（平成2年）2月4日 - 1991年（平成3年）1月13日（全49話）
- 特救指令ソルブレイン
  - 1991年（平成3年）1月20日 - 1992年（平成4年）1月26日（全53話）
- 特捜エクシードラフト
  - 1992年（平成4年）2月2日 - 1993年（平成5年）1月24日（全49話）

## 関連作品

### 映画作品
仮面ライダー×スーパー戦隊×宇宙刑事 スーパーヒーロー大戦Z
ゴーカイレッドのゴーカイチェンジでドラフトレッダー（特捜エクシードラフト）が登場。本シリーズ内で映画初出演となった。

### 雑誌連載
RPSF RESCUE POLICE SECRET FILES
雑誌『宇宙船』vol.147からVol.157まで連載された。レスキューポリスシリーズ25周年・宇宙船35周年記念企画。
シリーズの玩具デザインを手掛けた野中剛による新アイテムのイラストと、野中とシリーズ関係者による対談・座談会で構成される。
野中は連載のきっかけは東日本大震災でレスキューポリスに実際にいて欲しいと思ったことであると述べている。
| 掲載号  | 回数 | 新アイテム                                                                     | 対談・座談会                             |
| ------- | ---- | ------------------------------------------------------------------------------ | ---------------------------------------- |
| vol.147 | 1    | なし（集合イラスト）                                                           | 堀長文                                   |
| vol.148 | 2    | - WSP PFU-X04 - WSP SDFU-X01                                                   | 横山一敏                                 |
| vol.149 | 3    | - WSP SDOU-X03 CRAWLER                                                         | 小松義人・前澤範                         |
| vol.150 | 4    | - SS-I 3DCU-X01                                                                | 宮内タカユキ                             |
| vol.151 | 5    | - WSP FT-02 マックスキャリバー マーク2                                         | 横田誠（企画者104）・松井大（企画者104） |
| vol.152 | 6    | - EDRT-078-X トライジャケット宇宙活動用システム - EDRT-005-SX ターボユニットWS | 宮下隼一                                 |
| vol.153 | 7    | なし（デイトリックM-2・ケルベロス-Δ・リボルバックG-3の紹介）                   | 梶淳                                     |
| vol.154 | 8    | - SRS SG-WX01 SOLGALLOP DOUBLE ACTING MODEL                                    | 小林靖子                                 |
| vol.155 | 9    | - WSP DD-X01 DEEP DIVER - WSP DSTC-Type03 Deep Sea Transport Capsule           | 佛田洋                                   |
| vol.156 | 10   | - SRS-HA 08X OMNI GALER                                                        | なし                                     |
| vol.157 | 17   | - TOK-001S-LC WINSQUAD LADDER CUSTOM - GAP LUDDER - SWEEPER                    | なし                                     |

## 放映ネット局
| 放送対象地域  | 放送局             | 系列                                         | 備考               |
| ------------- | ------------------ | -------------------------------------------- | ------------------ |
| 関東広域圏    | テレビ朝日         | テレビ朝日系列                               | 制作局             |
| 北海道        | 北海道テレビ       | テレビ朝日系列                               |                    |
| 青森県        | 青森放送           | 日本テレビ系列                               | 1991年9月まで      |
| 青森県        | 青森朝日放送       | テレビ朝日系列                               | 1991年10月開局から |
| 岩手県        | 岩手放送           | TBS系列                                      |                    |
| 宮城県        | 東日本放送         | テレビ朝日系列                               |                    |
| 秋田県        | 秋田放送           | 日本テレビ系列                               | 1992年9月まで      |
| 秋田県        | 秋田朝日放送       | テレビ朝日系列                               | 1992年10月開局から |
| 山形県        | 山形放送           | 日本テレビ系列                               |                    |
| 福島県        | 福島放送           | テレビ朝日系列                               |                    |
| 新潟県        | 新潟テレビ21       | テレビ朝日系列                               |                    |
| 長野県        | テレビ信州         | 日本テレビ系列                               | 1991年3月まで      |
| 長野県        | 長野朝日放送       | テレビ朝日系列                               | 1991年4月開局から  |
| 山梨県        | テレビ山梨         | TBS系列                                      |                    |
| 静岡県        | 静岡けんみんテレビ | テレビ朝日系列                               |                    |
| 石川県        | 石川テレビ         | フジテレビ系列                               | 1991年9月まで      |
| 石川県        | 北陸朝日放送       | テレビ朝日系列                               | 1991年10月開局から |
| 福井県        | 福井放送           | 日本テレビ系列 テレビ朝日系列                |                    |
| 中京広域圏    | 名古屋テレビ       | テレビ朝日系列                               |                    |
| 近畿広域圏    | 朝日放送           | テレビ朝日系列                               |                    |
| 島根県 鳥取県 | 山陰放送           | TBS系列                                      |                    |
| 広島県        | 広島ホームテレビ   | テレビ朝日系列                               |                    |
| 山口県        | 山口放送           | 日本テレビ系列                               |                    |
| 香川県 岡山県 | 瀬戸内海放送       | テレビ朝日系列                               |                    |
| 愛媛県        | テレビ愛媛         | フジテレビ系列                               |                    |
| 高知県        | テレビ高知         | TBS系列                                      |                    |
| 徳島県        | 四国放送           | 日本テレビ系列                               |                    |
| 福岡県        | 九州朝日放送       | テレビ朝日系列                               |                    |
| 長崎県        | 長崎文化放送       | テレビ朝日系列                               | 1990年4月開局から  |
| 熊本県        | 熊本朝日放送       | テレビ朝日系列                               |                    |
| 大分県        | テレビ大分         | フジテレビ系列 日本テレビ系列                |                    |
| 宮崎県        | テレビ宮崎         | フジテレビ系列 日本テレビ系列 テレビ朝日系列 |                    |
| 鹿児島県      | 鹿児島放送         | テレビ朝日系列                               |                    |

## 映像ソフト
- シリーズ放送20周年を記念して、3作全てのDVD化が2010年から2011年にかけて行われた。

## 音盤
2005年に「ANIMEX1200」シリーズとして番組放映中に発売された各作品の音楽集CDを復刻、発売。その後2007年4月18日には、当時のCDに未収録だった劇伴や挿入歌のインストゥルメンタルを多く収録した、新規構成の2枚組サウンドトラック盤が発売された。